# José Videgaray
José Videgaray de Gortari (Monterrey, Nuevo León; 13 de julio de 1884-Monterrey, 5 de octubre de 1976) fue un político mexicano que fue alcalde de Monterrey, gobernador del Estado de Nuevo León por unos días y alcalde interino de Tuxtla Gutiérrez.

## Biografía
Nació en  Monterrey, Nuevo León, el 13 de julio de 1884, siendo hijo de José María Videgaray y de Josefa de Gortari. Estudió en el colegio de Antonio Viard, e ingresó después al Colegio Civil. Fue director e interventor de diversas empresas industriales. 
Fue alcalde primero provisional de Monterrey, sustituyendo al doctor Ramón E. Treviño, de diciembre de 1914 a mayo de 1915, en que entregó el cargo a Eugenio Pérez Maldonado. Fue administrador de la aduana de Reynosa y jefe de la agencia comercial de Agricultura y Fomento, durante el ministerio de Antonio I. Villarreal. Fue visitador de Hacienda en Chiapas y alcalde interino de Tuxtla Gutiérrez en 1926 y administrador del Hospital Civil de Monterrey. 
Murió en esta misma ciudad el 5 de octubre de 1976.